# Пространствено-временни слоеве на лабораториите „Бел“
Пространствено-временни слоеве на лабораториите „Бел“ (ПВСЛАБ) (на английски: Bell Laboratories Layered Space-Time (BLAST) е приемо-предавателна архитектура за предлагане на пространствено мултиплексиране през безжични комуникационни системи с множество антени. Такива системи имат множество антени както за предавателя, така и за приемника, за да използват многото различни пътища между двете в силно разсейваща се безжична среда. ПВСЛАБ е разработен от Джерард Фоскини в лабораториите „Бел“ на Lucent Technologies (сега Alcatel-Lucent Bell Labs). Чрез внимателно разпределение на данните, които ще бъдат предадени към предаващите антени, могат да се предават едновременно няколко потока данни в рамките на една честотна лента – капацитетът на данни на системата след това нараства директно в съответствие с броя на антените (при определени предположения). Това представлява значителен напредък по отношение на токови системи с една антена. 

## Вертикални ПВСЛАБ
Вертикални пространствено-временни слоеве на лабораториите „Бел“ (В-ПВСЛАБ) на английски: Vertical-Bell Laboratories Layered Space-Time (V-BLAST)) е алгоритъм за откриване на получаването на многоантенни MIMO системи . Предлага се за първи път през 1996 г. в лабораториите „Бел“ в Ню Джърси в Съединените щати от Джерард Дж. Фоскини. Той подхожда просто за елиминиране на смущения, причинени последователно от излъчватели.
Принципът му е следният: да се направи първо откриване на най-мощния сигнал. От това решение възстановява получения сигнал от този потребител. След това сигналът се регенерира, изважда се от получения сигнал и с този нов сигнал преминава към откриването на най-мощния втори потребител, тъй като вече е изчистил първия и така нататък. Това дава вектор, съдържащ по-малко получени смущения.
Пълният алгоритъм за откриване може да бъде обобщен като рекурсивен, както следва:
Инициализиране:
{\displaystyle {\begin{aligned}i&\leftarrow 1\\r_{1}&=r\\G_{1}&=(H^{H}H+\sigma ^{2}I_{N_{t}})^{-1}H^{H}\\k_{1}&=\arg \min \left\|(G_{1})_{j}\right\|^{2}\\\end{aligned}}}
Рекурсивни:
{\displaystyle {\begin{aligned}w_{k}&=(G_{i})_{k}\\y_{k}&=w_{k}^{T}\times r_{i}\\{\hat {s}}_{k}&=sign(y_{k})\\r_{i+1}&=r_{i}-{\hat {s}}_{k}(H)_{ki}\\G_{i+1}&=((H_{i}^{H}H_{i})+\sigma ^{2}I_{Nt})^{-1}H_{i}^{H}\\k_{i+1}&=\arg \min \left\|(G_{i+1})_{j}\right\|^{2}\\i&\leftarrow i+1\end{aligned}}}

## Допълнителна информация
- Jankiraman, Mohinder. Space-time codes and MIMO systems.   Artech House, 2004. ISBN 9781580538664.